# Асуп
Асуп (или Азуп;? — 4 апреля 1103) — половецкий хан, участник войн с Русью.

## Биография
В 1103 году, на ханском совете Урусоба, узнав о походе русского войска в степи, которым руководили Владимир Всеволодович Мономах и Святополк Изяславич хотел заключить мир с русскими князьями, но молодые ханы стали насмехаться над старым Урусобой, поскольку они требовали битвы и в случае победы дальнейшего похода в русские земли, чтобы завладеть семьями и  имуществом убитых.
Асуп был убит в битве на реке Сутени вместе с 20 другими ханами, среди которых были Урусоба и Алтунопа, а половцы потерпели сокрушительное поражение.

## Интересный факт
Историки Стрыйковский и Татищев считали, что город Азов получил название в честь этого хана, который кочевал в тех местах.